# Boletina trispinosa
Boletina trispinosa es una especie de mosquito del género Boletina, familia Mycetophilidae, orden Diptera.

## Distribución
Se distribuye por Europa: Noruega, Reino Unido, Finlandia, Suecia, Irlanda y Alemania.

## Taxonomía
Fue descrita por Edwards en 1913.
Tratamiento taxonómico
La especie aparece registrada y publicada en Notes on British Mycetophilidae. Transactions of the Royal Entomological Society of London 1913: 334-382, pls. 12-18.